# Gianluca Ferraris
Gianluca Ferraris   (Gènova, 29 de novembre de 1976 - Milà, 14 de març de 2022) va ser un escriptor i periodista italià. Llicenciat en ciències polítiques, va estudiar un màster de periodisme a Milà. Va treballar per a les publicacions Panorama, Chi i Economy, i el programa Quarto Grado de Rete 4.,

## Obres
- Le cellule della speranza (Sperling & Kupfer, 2011)
- Gioco sporco (Baldini e Castoldi, 2011)
- Pallone criminale (Ponte alle Grazie, 2012)
- Singapore Connection (Informant, 2013)
- A Milano nessuno è innocente (Novecento, 2015)